# Йон Каррікабуру
Йон Каррікабуру Хаймерена (ісп. Jon Karrikaburu Jaimerena; нар. 19 вересня 2002, Елісондо, Наварра) — іспанський футболіст, нападник клубу «Леганес».

## Клубна кар'єра
Каррікабуру виступав у складі футбольної академії клубу «Реал Сосьєдад» з 12-річного віку. Загалом він забив 32 голи в 38 матчах у дивізіоні Терсера за третю команду з 2019 по 2021 рік. У сезоні 2020/21 він також провів дев'ять матчів і забив чотири голи за команду Б, яка в підсумку вийшла до дивізіону Сегунда через плей-офф.
3 травня 2021 підписав з клубом контракт до 2026. Каррікабуру дебютував на професійному рівні (Реал Сосьєдад Б) 14 серпня 2021 року, вийшовши у старті та забивши переможний гол у домашній перемозі з рахунком 1:0 над «Леганесом». 30 вересня він дебютував у першій команді «Реал Сосьєдад», замінивши свого колегу, випускника молодіжної команди Мікеля Оярзабаля, у домашній нічиїй 1:1 проти «Монако» в Лізі Європи УЄФА.

## Кар'єра у збірній
3 вересня 2021 дебютував за збірну Іспанії до 21 року в матчі відбіркового турніру до молодіжного чемпіонату Європи проти збірної Росії.